# Neriene subarctica
Neriene subarctica là một loài nhện trong họ Linyphiidae.
Loài này thuộc chi Neriene. Neriene subarctica được Yuri M. Marusik miêu tả năm 1991.